# Butte de Launay
La butte de Launay est le point culminant[réf. souhaitée] de l'Entre-deux-Mers et l'un des plus élevés de Gironde. Elle est située entre Soussac et Cazaugitat, sur le territoire de cette dernière.

## Histoire
Il y avait là un château médiéval disparu dont le plan fut relevé par Léo Drouyn. Le mamelon étant sans doute trop vaste, on l'a divisé par un fossé au sud et à l'est ; les deux autres côtés étant des terrasses. Cette forteresse fut sans doute en bois. Deux moulins occupaient les angles de l'enceinte au temps de L. Drouyn. Ils sont aujourd'hui ruinés. Le point culminant du mamelon était occupé par une chapelle actuellement détruite et qu'on appelait Saint-Jean-de-Puy-de-Tour.